# Trichomasthus ivericus
Trichomasthus ivericus är en stekelart som beskrevs av Yasnosh 1969. Trichomasthus ivericus ingår i släktet Trichomasthus och familjen sköldlussteklar. Inga underarter finns listade i Catalogue of Life.